# Phytoseius bambusae
Phytoseius bambusae är en spindeldjursart som beskrevs av Swirski och Shechter 1961. Phytoseius bambusae ingår i släktet Phytoseius och familjen Phytoseiidae. Inga underarter finns listade i Catalogue of Life.